# Myrcia goyazensis
Myrcia goyazensis är en myrtenväxtart som beskrevs av Jacques Cambessèdes. Myrcia goyazensis ingår i släktet Myrcia och familjen myrtenväxter. Inga underarter finns listade i Catalogue of Life.